# SMPTE 296M
SMPTE 296M est un standard publié par la SMPTE qui décrit le format de HD dit 720p. Ce format consiste en une image au format 1280x720 pixels avec des images progressives.